# Wewnątrzsterowność
Wewnątrzsterowność – cecha osobowości przejawiająca się poleganiem na własnych sądach i samodzielnością w podejmowaniu decyzji. Jest ona przeciwstawiana zewnątrzsterowności. Polskie słowo "wewnątrzsterowność" jest tłumaczeniem z języka angielskiego dwóch odrębnych terminów z zakresu nauk społecznych: "inner-direction" Davida Riesmana oraz "inner containtment" Waltera Recklessa. Terminy te nie powinny być mylone. 

## Wewnątrzsterowność u Davida Riesmana
Wewnątrzsterowność (inner-direction) jest u Riesmana pewnym typem osobowości opisanym w pracy Samotny tłum (1950). Jest to typ osobowości charakterystyczny dla społeczeństw nowożytnych i nowoczesnych, w których wzrost ludności wykształcił potrzebę niezależności i samowystarczalności. Jednostki w tych społeczeństwach we wczesnym okresie życia nabywają uwewnętrzniony zespół celów i wartości, którymi następnie kierują się w życiu. Działanie wpojonych norm i wartości Riesman porównuje do żyroskopu. Pozwalają one jednostkom żyć w zbiorowości bez pomocy ścisłych i oczywistych nakazów tradycji. Ludzie wewnątrzsterowni zyskują poczucie panowania nad własnym życiem, a ich dewizą życiową jest wysiłek i praca. 
Osobowość wewnątrzsterowna zastąpiła wcześniejszy typ osobowości sterowanej tradycją. Książka Riesmana poświęcona jest natomiast diagnozie społeczeństwa amerykańskiego przechodzącego od społeczeństwa wewnątrzsterownego do zewnątrzsterownego.

## Wewnątrzsterowność u Waltera Recklessa
Wewnątrzsterowność (inner containtment) u Waltera Recklessa jest częścią jego teorii kontroli społecznej.
Człowiek wewnątrzsterowny kieruje swoim zachowaniem samodzielnie. Jest aktywny, niezależny od innych ludzi, zdolny do podejmowania decyzji i brania za nie odpowiedzialności. W skrajnym wydaniu wewnątrzsterowność prowadzi do nieliczenia się z wymaganiami otoczenia i poczucia alienacji. Takie osoby boją się także, że ich poczucie wolności może okazać się jedynie złudzeniem.
Zewnątrzsterowność i wewnątrzsterowność mylone bywają niekiedy z poczuciem umiejscowienia kontroli, teorii stworzonej przez Juliana Rottera. Zewnątrz i wewnątrzsterowność opisują jednak pochodzenie informacji, które kierują zachowaniem. Teoria Rottera zaś procesy atrybucyjne, które tworzy jednostka, starając się zrozumieć świat w jakim żyje.